# 福井臨海工業地帯

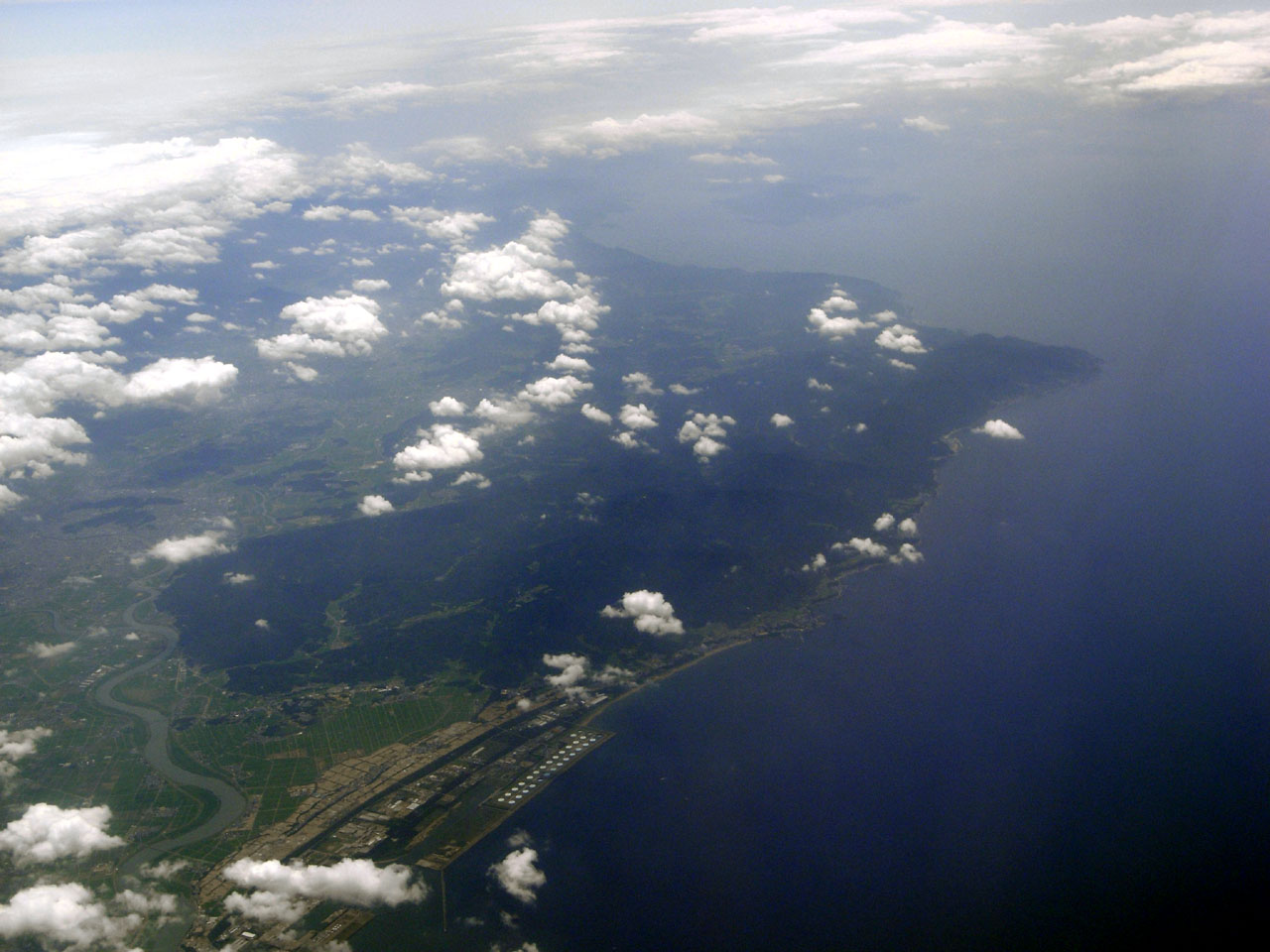
九頭竜川河口近く越前海岸に位置する福井臨海工業地帯
2007年8月18日撮影

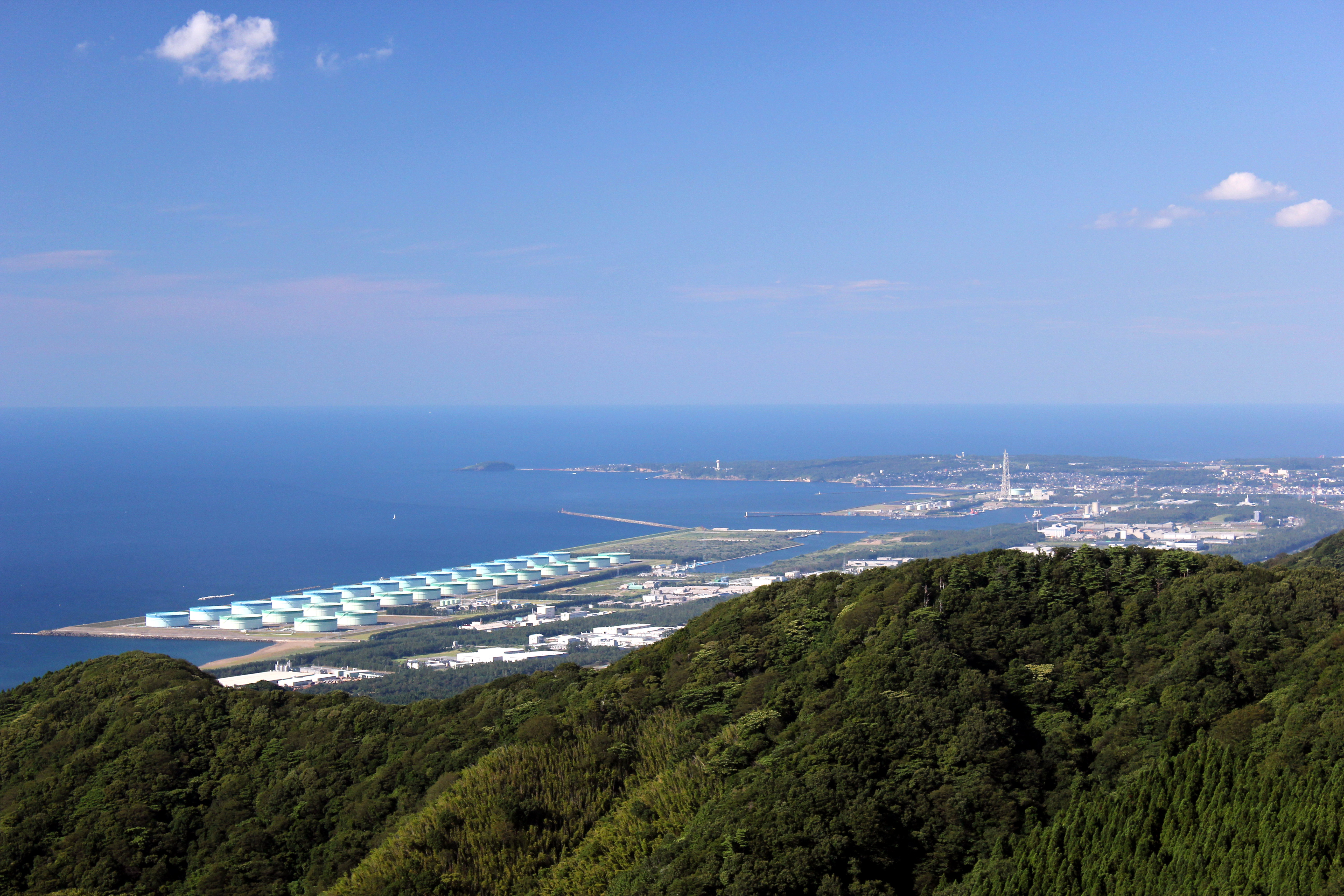
国見岳より見える福井臨海工業地帯

福井臨海工業地帯（ふくいりんかいこうぎょうちたい）は、福井県が関連団体の福井県企業公社と一体となって九頭竜川河口南側の日本海沿岸、三里浜において、福井港を中心とし建設・誘致を進めている工業団地。
1989年1月より「テクノポート福井」（テクノポートふくい）の愛称を用いている。

## 概要
県内産業構造の高度化と県民福祉の向上を目的として1972年7月から造成が開始され、2014年現在進出企業は62社
を数える。
1994年にはフットボール専用球技場を含むテクノポート福井総合公園が建設された。
また、2005年に福井港において海外と直接の出入航が可能となった。
- 所在地 福井県坂井市三国町新保、山岸、黒目、米納津（テクノポート1・2丁目）、福井市白方町、石新保町、石橋町、川尻町（テクノポート3丁目）
- 総面積 約12.4 km2
- 主要施設（石油コンビナート等特定事業所）
  - エネルギー・金属鉱物資源機構 福井国家石油備蓄基地
  - 北陸電力 福井火力発電所
  - 東西オイルターミナル 福井油槽所 - コスモ石油、ENEOS共同出資。
  - ジャパンオイルネットワーク 福井油槽所 - 出光興産グループ

## アクセス
- 福井北インターチェンジから26km、車で50分[3]
- 丸岡インターチェンジから15km、車で25分[3]
- 金津インターチェンジから20km、車で40分[3]
- 北陸新幹線・ハピラインふくい線 芦原温泉駅から10km、車で20分[3]
- えちぜん鉄道三国芦原線 西長田ゆりの里駅から、同社テクノポート号（予約制乗合タクシー）にて15 - 20分　[4]
- 芦原温泉駅から定額タクシー[5]

## 周辺施設
- 芦原温泉
- 福井港
- テクノポート福井総合公園